# 月冈芳年
月冈芳年（日语：／ Tsukioka Yoshitoshi，1839年4月30日（天保10年旧历3月17日）—1892年（明治25年）6月9日），日本的画家，幕末至明治前期活動的浮世绘畫師。姓吉岡（よしおか）、後姓月岡。本名米次郎（よねじろう）。画号一魁斋芳年（いっかいさい よしとし）、魁齋（かいさい）、玉樱楼（ぎょくおうろう）、咀華亭（そかてい）、子英、最後采用大蘇芳年（日语：／ Taiso Yoshitoshi）。
师从歌川国芳，与河锅晓斋、落合芳幾、歌川芳藤等为师兄弟关系。特别是落合芳幾后成为竞争对手。
月冈芳年创作了歷史繪、美人畫、役者繪、風俗畫、古典畫、合戰繪等多種多樣浮世繪作品，在各领域表现出其独特的画風。多数作品中以带有强烈冲击性的“無惨繪”著称，他也因此被称为“血まみれ芳年”。此时的日本开始大量采用西方的攝影与平版印刷技术，浮世绘的需求下降，而月冈芳年仍坚持不懈地创作并试图让浮世绘达到更高水準，其门下培养出一大批从事日本画与西洋画创作的画家，因此他常被称作“最后的浮世绘师”。

## 生平
天保10年（1839年）4月30日，月冈芳年出生于江戶新橋南大阪町（武藏国丰岛郡新橋南大阪町（今東京都港区新橋地区内）。一说是武蔵国豐島郡大久保（今東京都新宿区大久保）商人吉岡兵部的二子。后成为京都画家月岡雪齋的养子（据芳年自称，他先成为父亲从兄弟藥種京屋織三郎的養子，后师从四条派）。
嘉永3年（1850年），12嵗的他入歌川国芳门下（一説1849年）。从事武者绘、役者绘创作。
嘉永6年（1853年），15嵗的他为《画本實語教童子教余師》创作插图，署名吉岡芳年。同年创作第一幅錦繪作品《文治元年平家一門海中落入图》，以一魁齋芳年的号发表。
慶應元年（1865年）继承月岡雪齋的画姓。
慶應2年（1866年）12月至慶應3年（1867年）6月，与师兄落合芳幾竞争创作《英名二十八衆句》，作品反映歌舞伎的残酷场面。芳年创作了28幅中的14幅。
明治元年（1868年），创作《魁題百撰相》。明治2年（1869年），《東錦浮世稿談》发表。
明治3年（1870年），开始产生神经衰弱症状，作品创作下降。
1872年，因自信创作《一魁随筆》的人气不佳而伤心，产生強烈的神經衰弱。1873年（明治6年），身体好转，取“复苏”之意改号大蘇芳年。对传统浮世繪感到不足进而学习菊池容斋的画風以及西洋風格画以提高画技。

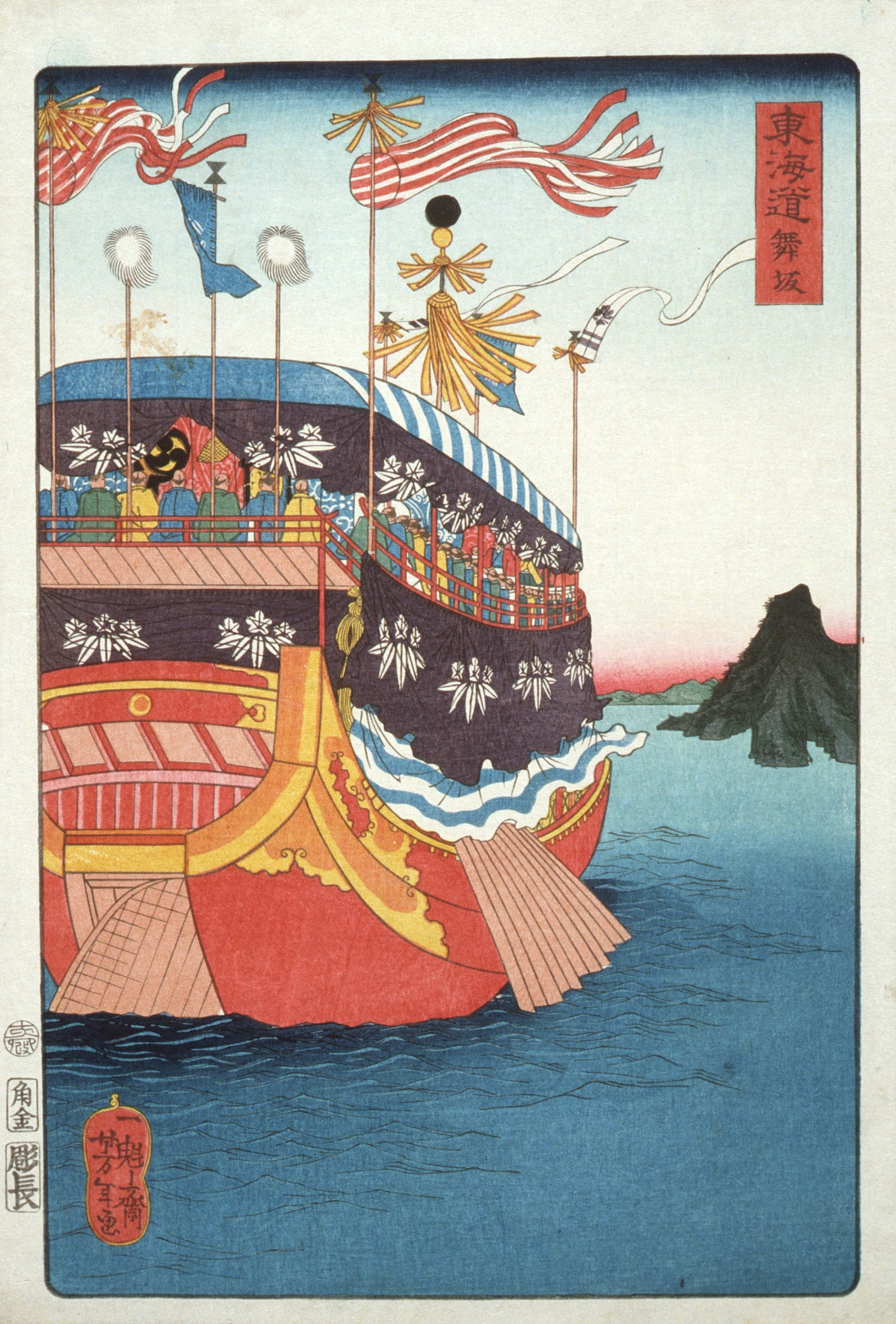
東海道　舞坂，(1863年)

1874年（明治7年），发表錦繪《櫻田門外於井伊大老襲撃》。因受到芳幾的新聞錦繪刺激，1875年（明治8年），开始创作《郵便報知新聞錦绘》。
1877年（明治10年），西南战争爆发，战争題材的錦繪的需求高涨，芳年亲身前往取材进行创作。
1878年（明治11年），以天皇侍女为题材创作了《美立七曜星》，但引来政治上的麻烦。
1879年（明治12年），移居宮永町。与女仆坂卷婦人的女儿坂卷泰结识。
1882年（明治15年），为繪入自由新聞工作，月薪高达百元。1884年（明治17年），转而为自由燈创作插繪并引来一些麻烦。后为读卖新闻创作插繪。
1883年（明治16年）与幻太夫（被描绘在）发生爱情，后分手。1884年（明治17年），与坂卷泰正式結婚。
1885年（明治18年），凭借代表作在《東京流行細見記》（当時的東京府的氣番付）明治18年版的「浮世屋繪工部」，即「浮世繪師部門」排行榜上，评为明治浮世繪界的第一人。此时，双联歷史画、物語繪创作盛行，其門人超过80名。
之后，创作《大日本名将鑑》、《大日本史略圖會》、《新柳二十四時》、《風俗三十二相》、《月百姿》、《新撰東錦繪》等作品。
1891年（明治24年），《新形三十六怪撰》完成前因饮酒过度、神經疾病再次复发视力下降，患上脚气病。而且在此期间，财物被盗等事时有发生。
1892年（明治25年），与助手右田年英绘制新富座的絵看板（广告画），病情恶化，在巢鴨病院入院，后转送戴松川的病院，5月21日，医師放弃治疗并让月冈芳年退院。6月9日，在東京市本所区藤代町（今東京都墨田区兩國）的临时住所因脑溢血死亡（享年54岁，实53周岁）。
芳年的墓在新宿区新宿專福寺。法名为大蘇院釋芳年居士。1898年（明治31年），岡倉天心中心的人在向島百花園建立了記念碑。

## 画風、创作题材
江户川乱步与三島由紀夫认为“一说到芳年，就联想到無惨繪”（芳年といえば無惨絵）。但近年来除了無惨繪以外的类型同样受好评。

### 歷史绘、武者绘
《大日本史略圖會》中的日本武尊、1883年（明治16年）的《藤原保昌月下弄笛圖》等作品是芳年歷史絵中的傑作。
- 《芳年武者無類·九郎判官源義經 武藏坊辨慶》（1885年）
- 《芳年武者無類·八幡太郎義家》
- 《大日本名将鑑·神武天皇》（1876- 1882年間刊行）
- 《皇国二十四功·吉备大臣》

- 《日本略史·素戔嗚尊》（1887年）
- 《義經記·五条橋之图》
- 《鹿兒島暴徒出陣圖》（1879年）

### 美人画、風俗画
- 《魁題百撰相·秀賴公北之方》
- 《美立七曜星》之一
- 《美立七曜星》之一
- 《風俗三十二相》之一
- 《風俗三十二相》之一
- 《風俗三十二相》之一

### 無惨绘
- 《英名二十八衆句·稻田九藏新助》（1867年）
- （1885年）取材于黑塚鬼女传说。后遭到明治政府“扰乱风纪”罪名禁止发行处分
- 《近世侠義傳·勢力民五郎》
- 《魁題百撰相·森坊丸》（1868年）

### 肉筆浮世絵
| 作品名                             | 技法     | 形状・員数 | 寸法（縦x横cm） | 所有者                     | 年代                       | 落款・印章              | 備考                           |
| ---------------------------------- | -------- | ---------- | --------------- | -------------------------- | -------------------------- | ----------------------- | ------------------------------ |
| 佐久間盛政羽柴秀吉を狙う（太閤記） | 著色     | 幕絵1枚    | 195.0x900.0     | 福富太郎コレクション資料室 | 1864年（元治元年）頃       | 款記「一魁齋芳年」/花押 | 甲府道祖神祭礼で使われた幕絵。 |
| 曝首図                             | 紙本淡彩 |            |                 | 専福寺                     | 1863年（文久3年）          |                         |                                |
| 深夜の訪問図                       | 絹本著色 |            |                 | 浮世絵太田記念美術館       |                            |                         |                                |
| 雪中常盤御前図                     | 絹本著色 |            |                 | 浮世絵太田記念美術館       |                            |                         |                                |
| 国芳肖像                           | 紙本著色 |            |                 | 浮世絵太田記念美術館       |                            |                         |                                |
| 猿田彦図                           | 絹本著色 |            |                 | 千葉市美術館               |                            |                         |                                |
| 羽衣図                             | 絹本著色 |            |                 | 東京国立博物館             |                            |                         |                                |
| 幽霊図                             | 絹本著色 |            |                 | 福岡市博物館               |                            |                         | 顔が女性器の幽霊の絵           |
| ま組消防隊                         |          | 絵馬       |                 | 赤坂氷川神社               | 1889年（明治12年）         |                         |                                |
| 不動明王図                         |          | 絵馬       |                 | 成田山資料館               | 1885年（明治18年）         |                         |                                |
| 藤原保昌月下弄笛図                 | 絹本淡彩 | 1幅        | 140.8x78.7      | ウースター美術館           | 1882年（明治15年）         |                         | 第一回内国絵画共進会に出品     |
| 堀川夜討図                         | 絹本著色 | 1幅        | 84.x42.5        | ウースター美術館           |                            |                         |                                |
| スサノオ図                         | 絹本著色 | 1幅        | 82x45           | ウースター美術館           |                            |                         |                                |
| 加藤清正像                         | 紙本墨画 | 1幅        | 123.5x47.5      | ウースター美術館           |                            |                         |                                |
| 頼朝石橋山合戦受難之図             | 絹本著色 | 1幅        | 88.4x29         | ボストン美術館             | 1887-88年（明治20-21年）頃 | 款記「芳年」            |                                |
| 南朝勤王家之図                     | 絹本著色 | 1幅        | 110.8x40.9      | ボストン美術館             | 1887-88年（明治20-21年）頃 |                         |                                |

## 作品
- 《新形三十六怪撰》
- 《風俗三十二相》：大判　錦繪　目録共33枚揃　城西大学水田美術館
- 《深夜之訪問圖》 ：絹本着色　浮世繪太田記念美術館
- 《雪中常盤御前圖》 ：絹本着色　浮世繪太田記念美術館
- 《国芳肖像》：紙本着色　浮世繪太田記念美術館
- 《猿田彦圖》：絹本着色 千葉市美術館

## 脚注、来源
1. ↑  Nussbaum, Louis Frédéric. (2005). "Tsukoka Kōgyō" （页面存档备份，存于） in Japan Encyclopedia, p. 1000.
2. ↑  http://vps343.pairvps.com:8080/emuseum/view/objects/asitem/search@/239/title-desc?t:state:flow=5a0f8c05-3f85-4cae-b991-58b701accb6b%5B%5D Worcester Art Museum - Fujiwara no Yasumasa Playing the Flute by Moonlight (Fujiwara no Yasumasa gekka roteki zu)]
3. ↑  Worcester Art Museum - Night Attack on Horikawa Castle[]
4. ↑  Worcester Art Museum - Susansoo[]
5. ↑  Worcester Art Museum - Kato Kiyomasa[]
6. ↑  .   [2021-06-20]. （原始内容存档于2019-04-11）.
7. ↑  .   [2021-06-20]. （原始内容存档于2019-04-11）.